# Siège de l'Assemblée populaire nationale
Le siège de l'Assemblée populaire nationale est un bâtiment situé à Alger sur le boulevard Zighoud-Youcef, abritant la chambre basse du Parlement algérien. Conçu en 1934 et inauguré en 1951 en tant que nouvel hôtel de ville, il est réaffecté après l'indépendance du pays en 1962 à sa destination actuelle. 

## Contexte
À l'origine de l'emplacement actuel du bâtiment se trouvait une manutention militaire utilisée par l'armée française, construite pendant le Second Empire français.
La mairie quant à elle était située, de 1850 à 1883, dans un édifice situé dans la Casbah d'Alger. À partir de 1883 et jusqu'au milieu du XXe siècle elle se trouve sur le front de mer d'Alger, aujourd'hui boulevard Che-Guevara, dans l'ancien Grand Hôtel d'Orient qui abrite de nos jours la mairie de Casbah.

## Histoire
En 1934, un concours architectural est organisé pour construire un nouvel hôtel de ville pour la métropole en expansion d'Alger. Les gagnants du concours, les frères parisiens Édouard et Jean Niermans en équipe avec l'architecte local Jean Ferlié, conçoivent un bâtiment compact dans un style Art déco tardif. Le bâtiment est relativement achevé en 1941, mais est utilisé dans le contexte de la Seconde guerre mondiale par les services civils et militaires de l'État français, qui ne redonne l'édifice à la mairie d'Alger qu'en 1945. Compte tenu de la pénurie des matériaux durant l'après-guerre, les travaux de finition durent et ne sont même pas entièrement achevés au moment de l'inauguration officielle en 1951.
Dans les années 2010, des projets sont envisagés pour déplacer l'Assemblée populaire nationale et le Conseil de la nation dans un nouveau complexe du Parlement algérien, qui sera construit au nord-est de la station des Fusillés dans la commune riveraine de Hussein Dey.